# えれぴょん
「えれぴょん」は、小野恵令奈のソロデビューシングル。2012年6月13日にワーナーミュージック・ジャパンから発売された。

## 概要
通常盤、初回限定盤A、初回限定盤B、初回限定盤C、ローソン限定盤の5形態で発売。

## チャート成績
2012年6月25日付オリコン週間シングルランキングで約2.6万枚を売り上げ、初登場で3位を獲得した。同チャートでソロデビューシングルがTOP3入りしたのは指原莉乃「それでも好きだよ」以来である。また、大島麻衣「メンドクサイ愛情」が記録した7位を上回り、AKB48の卒業生によるシングルのうちでの最高順位を更新した。

## 収録曲

### 通常盤
CD
1. えれぴょん [3:19]
  - 作詞：小野恵令奈、作曲・編曲：SmileR

フジテレビ系 火曜夜9時ドラマ 『リーガル・ハイ』 オープニングテーマ
2. センチメンタルガール [3:46]
  - 作詞：小野恵令奈、作曲・編曲：SmileR
3. えれぴょん （off vocal ver.）
4. センチメンタルガール （off vocal ver.）

### 初回限定盤A
CD
1. えれぴょん
2. センチメンタルガール
3. えれぴょん （off vocal ver.）
4. センチメンタルガール （off vocal ver.）

DVD
1. えれぴょん MUSIC VIDEO
2. えれぴょん MAKING

### 初回限定盤B
CD
1. えれぴょん
2. センチメンタルガール
3. えれぴょん （off vocal ver.）
4. センチメンタルガール （off vocal ver.）

DVD
1. ツンエレ! MAKING

### 初回限定盤C
CD
1. えれぴょん
2. キミがいれば… [4:21]
  - 作詞：LITZ、作曲：山下和彰、編曲：HΛL
3. えれぴょん （off vocal ver.）
4. キミがいれば… （off vocal ver.）

DVD
1. キミがいれば… MUSIC VIDEO
2. キミがいれば… MAKING

### ローソン限定盤
CD
1. えれぴょん
2. センチメンタルガール
3. えれぴょん （off vocal ver.）
4. センチメンタルガール （off vocal ver.）

DVD
1. えれぴょん INTERVIEW